# حشره‌خوار مهی
 حشره‌خوار مهی (نام علمی: Sorex sonomae) نام یک گونه از سرده حشره‌خوارهای دم‌دراز است.